# هولو پاشا العابد

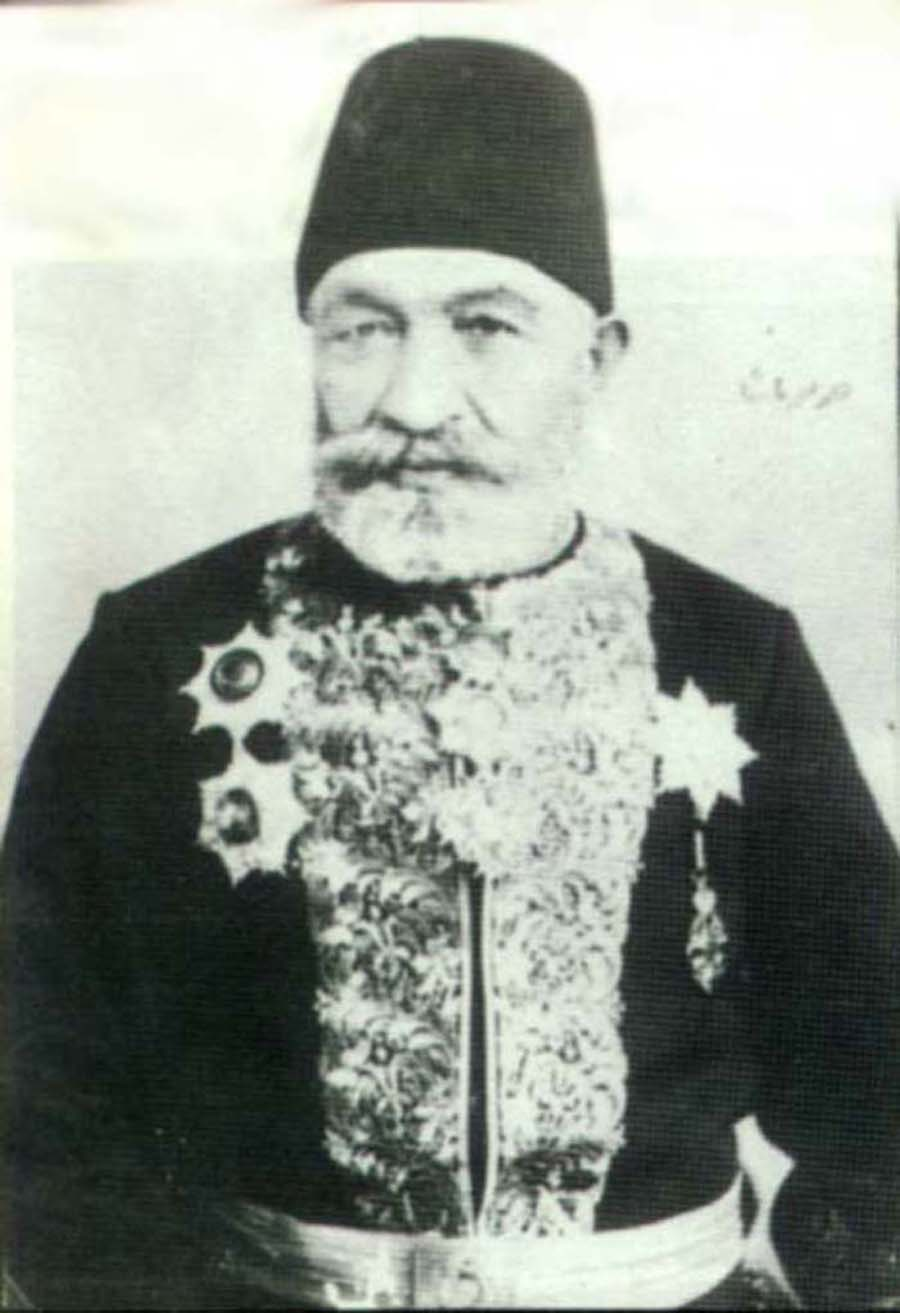
حولو پاشا العابد (1824-1895)

حولو پاشا العابد ( عربی: هولو باشا العابد; یا Abidzade Holo Paşa; 1824–1895)  یکی از مدیران برجسته سوری در زمان سلطنت سلطان عبدالعزیز عثمانی بود. او از نوادگان بادیه نشینان موالی سوریه بود. 
به نقل از یوهان بوسو، «او در خدمت به دولت عثمانی حرفه نظامی و اداری برجسته داشت و توانست خود و برخی از پسرانش را در میان افراد برجسته دمشق قرار دهد. بین سالهای 1863 و 1865 کیمکم نابلس بود و در سال 1869 فرمانده نظامی یک لشکرکشی به ماوراء اردن بود. پس از خدمت در نابلس به درجه میرمیران نائل آمد و هولو پاشا پس از انجام موفقیت آمیز مأموریت خود در سال 1869م به همراه کمیل پاشا والی قدس از امپراتور اتریش و شاه ایران مدال دریافت کرد. " 
او همچنین قائم مقام بیقا (زمانی که ریچارد فرانسیس برتون کنسول در دمشق بود)، سپس متصرف چندین ناحیه دمشق، قبل از اینکه در سال 1890 رئیس شورای اداری ولایت دمشق شود، نامیده شد.
او پدر احمد عزت پاشا العابد، منشی دوم و معتمد عبدالحمید دوم، و پدربزرگ محمدعلی بای العابد ، اولین رئیس جمهور جمهوری اجباری سوریه بود.